# Reverse: 1999
Reverse: 1999 (en chino simplificado, 重返未来：1999; pinyin, Chóngfǎn Wèilái: Yījiǔjiǔjiǔ) es un videojuego de rol táctico por turnos desarrollado y publicado por Bluepoch para iOS, Android y Windows. El juego ha estado disponible en China continental desde el 31 de mayo de 2023 y se lanzó a nivel mundial el 26 de octubre de 2023.

## Antecedentes

### La Tormenta
Eran las 23:59. 31 de diciembre de 1999. En el intervalo entre los dos siglos, una "Tormenta" se elevó hacia el cielo. Al segundo siguiente, todas las fiestas, los letreros de neón y los autobuses nocturnos se desvanecieron. El mundo volvió a una extraña era antigua
Esta joven, la "Cronometradora", la única inmune a la Tormenta, ha sido testigo de los principios y finales de innumerables eras. Durante su viaje en el tiempo, se hace amiga de arcanistas de diferentes épocas y países y luego los guía... para escapar de la "Tormenta".

### 1929, la era del Jazz
Cada era tiene su propia ciudad simbólica. Fue Londres para los años 60’; mientras que para los años 20’ podríamos convenir que fue Nueva York.
Es en la época de La Gran Manzana que más y más cosas fueron posibles a través de la ciencia moderna. El motor Ford y la retransmisión por radio difundieron una actitud positiva a un público todavía mayor. Con la música Jazz sonando toda la noche, o la gente bailaba el Charlestón o ya estaba de camino a su siguiente fiesta.
Nadie podría negarse a este carnaval.

### 1966, la Londres en movimiento
Todo iba bien en los años 60’. Tanto el arte pop como el movimiento hippie se hizo popular entre la juventud, convirtiendo Londres en la Capital de lo Guay. Más importante, la sociedad fue testigo del auge de la Radio Pirata y la música rock.

### El síndrome de la Tormenta
Tal vez suene como una historieta: cuando la primera gota se alzó al cielo, empezarían a suceder cambios bizarros en la gente.
Desde el arte pop y los colores vibrantes de los 60’, hasta el platino y el Jazz de los años 20’... Las características de las eras cambiaban, tal como lo hicieron los síndromes correspondientes de las personas.

### La Escuela de Defensa Primaria de la Humanidad (EDPH)
En los últimos milenios, EDPH ha adoptado a incontables niños arcanistas sin hogar y les ha proveído de entrenamiento sistemático arcanista.
La mayoría de sus licenciados son vistos como modelos a seguir y son mandados para trabajar en organizaciones internacionales, tales como la Fundación San Pavlov, la Academia Zeno, etc.
No importa el lugar, los niños que crecieron en esos uniformes grises y blancos nunca han olvidado sus principios y lema: Por el bienestar y por la paz de la humanidad.

### Laplace Centro de Ciencia Computacional (LCCC)
Entre todas las cosas yace la causalidad, dentro de Ouroboros el mundo entra en bucle.
Tras las revoluciones industriales previas, LCCC ha alcanzado la fama y se ha convertido en la mayor organización I+D del mundo por la virtud de su tecnología punta y las tendencias de la historia. Están dispuestos a llevar adelante la cuarta revolución industrial combinando tecnología científica y habilidades arcanas.
Desde el ataque de la primera “Tormenta”, LCCC ha tomado las leyes de causalidad como su teoría principal y han intentado encontrar la razón detrás de los rebobinados a través de sus algoritmos.

### La rueda giratoria
Las ventanas del maletín muestran frecuentemente vistas extravagantes, entre las cuales, a pesar de ello, el lago y la rota rueda giratoria siempre se mantienen igual.
Ve a la rueda giratoria del fluyente agua temporal para invocar arcanistas.

### El maletín
Un oscuro maletín púrpura con estampado de diamantes. Puede ser desbloqueado por una encantación relativamente simple y lleva a una espaciosa residencia.
Hay un sinfín de puertas y ventanas en su interior, cada una conteniendo unas vistas diferentes. Puesto que puede proteger las cualidades de distintas épocas de la erosión de la “Tormenta”, se puede anticipar que muchos arcanistas encontrarán su hogar aquí en el futuro.

## Trama
La acción del videojuego toma lugar en un universo donde existe un tipo de magia llamada Arcanum. Esta poderosa magia toma diferentes formas dependiendo de su usuario y es inherente a los Arcanistas, una raza de individuos discriminada por los humanos por sus poderes y atributos físicos y psicológicos diferentes. En el último día del año de 1999, un fenómeno misterioso y extraño conocido como “La Tormenta” ha hecho que las épocas y sus respectivas sociedades y objetos se “rebobinen” en el tiempo y desaparezcan.
La Tormenta siempre rebobina a humanos, pero los Arcanistas tienen la posibilidad de sobrevivir si encuentran un cobijo especializado en la protección al rebobinado a tiempo. Además, la Tormenta también causa algo conocido como el Síndrome de la Tormenta aproximadamente 24 horas antes de su llegada, el cual causa delirios y alucinaciones severas ligadas a temas relevantes para la época, ya sea percibir el dinero como comida durante el  o desarrollar una vehemencia y ansia bélica irremediable durante el inicio de la Primera Guerra Mundial. Como resultado, el tiempo no ha sido capaz de ir más allá del año de 1999 y eras diferentes a lo largo de la historia desaparecerán y reaparecerán de manera inestable.
La velocidad a la que la Tormenta llega depende de cuánta desestabilidad social se da; así pues, eventos como el asesinato de figuras políticas, recesiones económicas y guerras incrementarán la velocidad por la cual la tormenta tendrá lugar y la severidad del Síndrome de la Tormenta.
En este mundo dos facciones combatirán entre ellas. La Fundación San Pavlov, una masiva organización pública con distintas sucursales alrededor del globo, tiene el objetivo de encontrar una manera de ser inmune a la Tormenta. La Fundación entra en conflicto con otra organización, Manus Vindictae, un grupo extremista considerado por la Fundación como uno de carácter terrorista y racista hacia los humanos. Esta organización siniestra está liderada por una mujer misteriosa con el nombre de Arcana, que tiene el objetivo de utilizar la Tormenta para rebobinar la humanidad tanto como es posible y crear un mundo sin humanos o Arcanistas de sangre mixta (es decir, Arcanistas con algún humano en su linaje), sólo permitiendo sobrevivir a los Arcanistas. Manus lleva a cabo distintos planes que involucran ensalzar los conflictos históricos con el objetivo de adelantar la llegada de la Tormenta.
El videojuego actualmente tiene un prólogo, 9 capítulos y 2 capítulos intermedios, los cuales toman lugar en distintas instancias temporales. El jugador se embarca en este mundo desde la perspectiva de Vertin, la “Cronometradora”, una arcanista de la Fundación San Pavlov con la habilidad de ser naturalmente inmune a la Tormenta, aunque también visitará la perspectiva de otros personajes primarios y secundarios. Vertin y su grupo, conformado por la estudiante estrella Sonetto, la pirata Regulus, la druida Druvis III, la alquimista Sotheby y demás Arcanistas que recluta, trabajarán juntos a través de diferentes eras para detener los planes de Manus Vindictae e investigar pruebas de cómo prevenir la Tormenta. 
También, dado el enfoque que tiene la trama de Reverse: 1999 en sucesos históricos reales, se puede observar cómo la historia y los personajes que aparecen en el juego están inspirados por fuentes muy diversas, de regiones, periodos temporales, culturas y disciplinas distintas, lo cual da rienda suelta al uso de ideas ingeniosas e interesantes. Algunos ejemplos de la polivalencia de las ideas que incorpora y transforma el videojuego podría ser el platonismo o la influencia de Pitágoras recurrente y presente en las doctrinas de los residentes de la isla del capítulo 5, la inspiración en el terror clásico del evento de "Pesadilla en Green Lake", con referencias a Jason Voorhees, Chucky y demás topos del género Slasher, o el enfoque artístico, en concreto en la ópera, que tiene el capítulo 6, con referencias constantes a la obra Tosca (ópera), la arquitectura de Viena y a los movimientos del Vanguardismo.

## Jugabilidad
Reverse: 1999 es un RPG por turnos con combate diseñado en torno a un sistema de cartas. Cada personaje tiene sus propias habilidades pasivas únicas, dos cartas de encantamiento y una carta definitiva. Cada carta tiene un nivel de estrella de uno a tres, y los jugadores pueden fusionar cartas con estrellas idénticas, hacerlas avanzar a un nivel de estrella más alto e infligir daño adicional.
Cada personaje está clasificado en uno de los seis "Afflatus" (siendo: Mineral, Bestia, Planta, Estrella, Espíritu e Inteligencia) infligir daño a la realidad o mental. Interactúan cíclicamente e infligen un 30% más de daño a enemigos con Afflatus más débil. Además, Espíritu e Inteligencia se infligen un 30% más de daño entre sí.
Una vez comenzada una batalla, el jugador tendrá en su mano de 7 a 8 cartas de Encantación entre las que escoger, y puede jugar tantas cartas en el turno por tantos Arcanistas vivos haya en el campo. Una vez se finaliza el turno, ambos lados del enfrentamiento resuelven sus cartas, el jugador ganando cartas extra de manera aleatoria dentro de la baraja de Encantaciones de los Arcanistas hasta llegar de nuevo al máximo de su mano. Cada carta tiene un rango de nivel de una a tres estrellas, y los jugadores pueden mejorar el nivel de sus cartas gastando una acción en juntar las cartas de mismo rango y tipo para conseguir una de mayor nivel de rango, incrementando así los efectos de la misma. Haciendo esto o cualquier otra acción con los personajes le proporciona “Moxie” a los correspondientes personajes. Cuando los personajes alcanzan suficiente Moxie, automáticamente aparecerá una habilidad definitiva en la mano del jugador el siguiente turno; esto también se aplica en el enemigo.
También hay dos conjuntos de "habilidades de sintonización" que permiten una estrategia integral a través de la aleatorización de tarjetas o actualizaciones de manera oportuna sin el costo de AP..
En combate sólo puede haber 3 personajes a la vez (excepto en algunos casos especiales), siendo el cuarto etiquetado como sustituto si un personaje muere.
Además, el jugador puede equiparle a cada Arcanista un “Psicubo” para beneficios adicionales, o mejorar la “Resonancia” para mejorar sus estadísticas.
Como es común en los videojuegos de tipo gachapon, la jugabilidad de Reverse: 1999 en sus niveles de combate generalmente está limitada por un número máximo de actividad, el cual se regenera temporalmente. Así pues, el farmeo de recursos y el avance en los niveles de historia con combate está delimitado, pero puede mejorarse al subir el nivel de la cuenta.
Fuera del combate, los jugadores también pueden llevar a cabo distintas actividades, como la construcción de la isla dentro del maletín de Vertin conformado por piezas hexagonales tomadas de sets distintos. Desde ahí, los jugadores pueden granjear con el tiempo “Polvo” y “Sharpodonty”, las monedas del videojuego con las que se mejoran los niveles de los personajes, de los Psicubos y demás. Estas también se pueden conseguir en determinados niveles de granjeo y de la historia.
Para conseguir personajes, el jugador utilizará el sistema gachapon incorporado en el juego. Al completar niveles de la historia por primera vez, hacer misiones diarias y demás, se podrá conseguir Gotas de Lluvia. Al recolectar 180, se pueden canjear por “Unilogos”. El jugador entonces podrá utilizar sus Unilogos en los distintos banners y así conseguir personajes jugables, los cuales también son relevantes en la trama o el mundo del videojuego. Hay 5 categorías distintas de personajes; los personajes de 3 estrellas, de 4, de 5 y, los de mayor valor, los de 6. Salvo en el banner general, los personajes de 6 estrellas se promocionan en la portada del banner con mayor probabilidad. Cada 10 tiradas de unilogos, se asegura un personaje 4 o 5 estrellas. Al hacer 60 tiradas se llega al pity blando, en el que los personajes 6 estrellas tienen una subida de probabilidad hasta llegar a la tirada 70, donde un personaje de 6 estrellas es asegurado.

## Desarrollo
La primera prueba beta del juego comenzó el 7 de enero de 2022 y la segunda comenzó el 10 de junio de 2022. El 23 de marzo de 2023, se concedió a Reverse: 1999 un ISBN, lo que significa un permiso para su lanzamiento oficial en China continental. El juego inició una tercera prueba beta el 14 de abril antes de su lanzamiento oficial en China el 31 de mayo de 2023. La prueba beta de la versión global se realizó del 4 al 13 de agosto de 2023 y el juego se lanzó por completo el 26 de octubre de 2023.